# 루피나
루피나(이탈리아어: Rufina)는 이탈리아 토스카나주 피렌체현에 있는 코무네다. 피렌체로부터 동쪽 20km 거리에 있다.
디코마노, 론다, 몬테미냐이오, 펠라고, 폰타시에베, 프라토베키오 등과 경계를 맞대고 있다.

## 주요 볼거리
- 카스틸리오니의 산토 스테파노 교회 - 교회와 종탑을 포함한 몇 채의 건축물들로 구성되어 있다. 교회 내부는 트러스 지붕으로 된 신랑 및 측랑 두 개로 이뤄져 있다.
- 팔라뇨의 산타 마리아 교회
- 포미노의 산 바르톨레모 피에베
- 포시의 산타 마리아 델 카르미네 교회
- '빌라 디 포조 레알레' - 16세기의 주거 건축물로, 현재 행사 및 컨퍼런스 장소로 사용된다. 사이프러스 나무가 심어진 도로가 빌라 포조 레알레 입구로 이어지며 1829년에 토스카나 대공 레오폴도 2세가 묵기도 했었다.